# Felgueiras
Felgueiras é uma cidade portuguesa localizada na sub-região do Tâmega e Sousa, pertencendo à região do Norte e ao distrito do Porto. 
É sede do município de Felgueiras que tem uma área total de 115,74 km2, 55 848 habitantes em 2021 e uma densidade populacional de 483 hab./km2, subdividido em 20 freguesias. O município é limitado a norte pelo município de Fafe, a nordeste por Celorico de Basto, a sudeste por Amarante, a sudoeste por Lousada e a noroeste por Vizela e Guimarães.
Existem duas cidades englobadas no município: Felgueiras e Lixa.

## História
A primeira referência histórica a Felgueiras data de 959, no testamento de Mumadona Dias, quando é citada para identificar a vila de Moure (Felgueiras): "In Felgaria Rubeans villa de Mauri". Felgueiras deriva do termo felgaria, que significa terreno coberto de fetos que, quando secos, são avermelhados (rubeans). Havendo quem afirme que o determinativo Rubeans se deve a que o local foi calcinado pelo fogo.
Este município integra a Rota do Românico do Vale do Sousa.
Existem historiadores que afirmam que Felgueiras recebeu foral do conde D. Henrique. No entanto, apenas se conhece o foral de D. Manuel a 15 de Outubro de 1514. No entanto, já em 1220, a terra de Felgueiras contava com 20 paróquias (conhecidas hoje em dia como freguesias) e vários mosteiros e igrejas, um dos mais conhecidos mosteiros do concelho de Felgueiras é o Mosteiro de Pombeiro ou Mosteiro de Santa Maria de Pombeiro, declarado Monumento Nacional pelo Dec. 16-06-1910, DG 136 de 23 de Junho de 1910. Em 1855, ao ser transformada em comarca, Felgueiras ganhou mais doze freguesias.
Em 13 de Julho de 1990, a vila de Felgueiras foi elevada à categoria de cidade.

## Freguesias
O município de Felgueiras está dividido em 20 freguesias:
- Aião
- Airães
- Friande
- Idães
- Jugueiros
- Macieira da Lixa e Caramos
- Margaride (Santa Eulália), Várzea, Lagares, Varziela e Moure (cidade de Felgueiras)

- Pedreira, Rande e Sernande
- Penacova
- Pinheiro
- Pombeiro de Ribavizela
- Refontoura
- Regilde
- Revinhade
- Sendim
- Torrados e Sousa
- Unhão e Lordelo

Freguesias do município de Felgueiras.

- Vila Cova da Lixa e Borba de Godim
- Vila Fria e Vizela (São Jorge)
- Vila Verde e Santão

## Património
- Igreja de Santa Maria de Airães
- Casa de Simães
- Villa romana de Sendim
- Igreja de São Vicente de Sousa

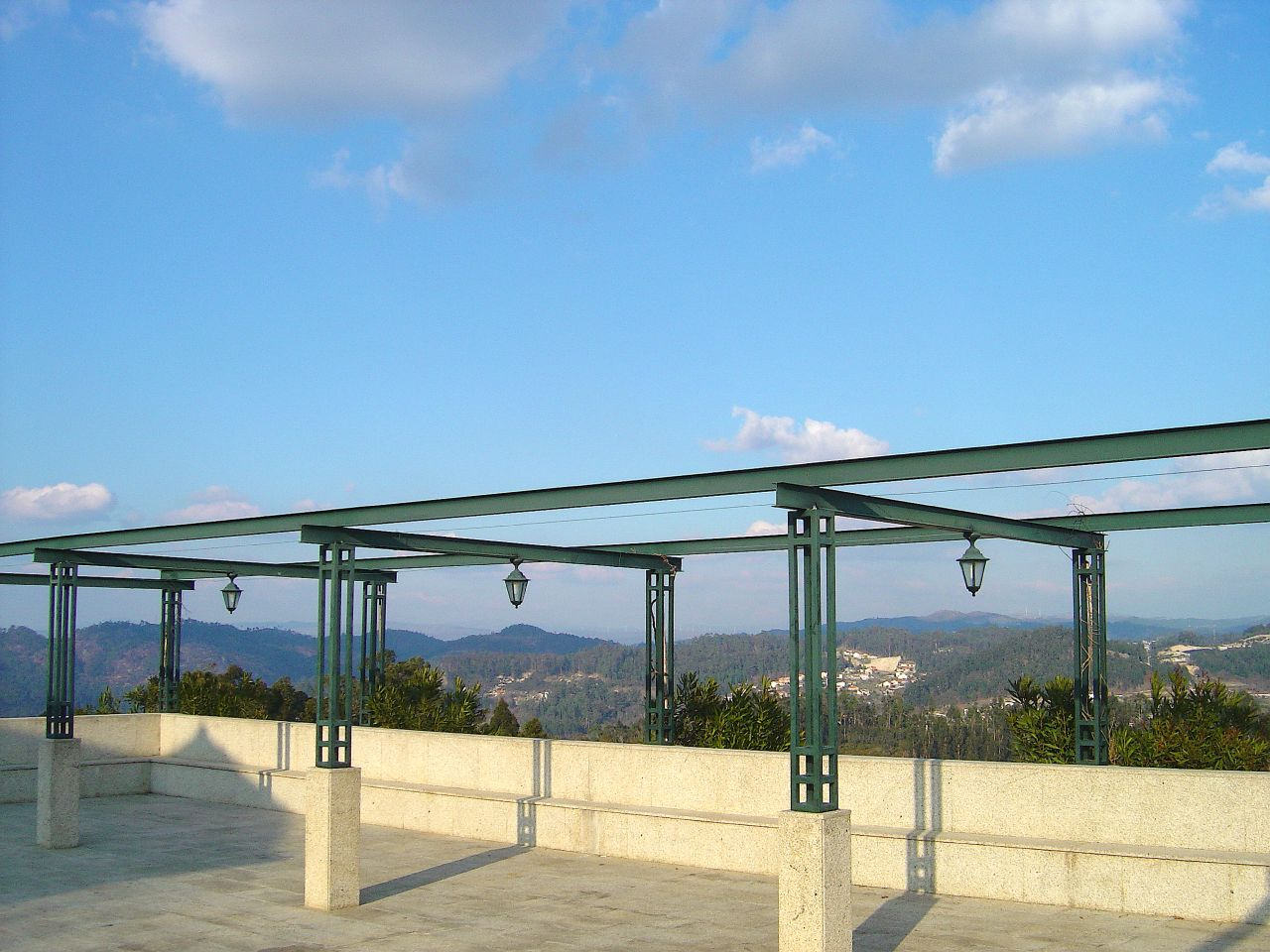
Miradouro do Mte. de Sta. Quitéria

- Igreja do Salvador (Unhão) ou Igreja Matriz de Unhão
- Nascente do Rio Sousa localizada na freguesia de Friande
- Mosteiro de Pombeiro

## Personalidades ilustres
- Armando Martins Janeira - Escritor
- Armindo Lopes Coelho - Prelado
- Bakero - Futebolista
- Belchior Paulo - Pintor
- Francisco de Almeida e Brito - Agrónomo e político
- Francisco Sarmento Pimentel - Militar
- Filipe Pastel - Futebolista
- Gomes Echigues - Aristrocata e político
- Jaime Moura - Empresário e político
- Joaquim Augusto Amorim da Fonseca - Médico
- José Lopes - Apresentador de televisão
- Leonardo Coimbra - Filósofo, professor e político
- Manuel de Faria e Sousa - Escritor
- Nicolau Coelho - Navegador e explorador
- Zamorano (futebolista)
- Senhor de Sousa
- Senhor de Unhão, Conde de Unhão e Marquês de Unhão
- Conde de Felgueiras
- Visconde de Margaride e Conde de Margaride

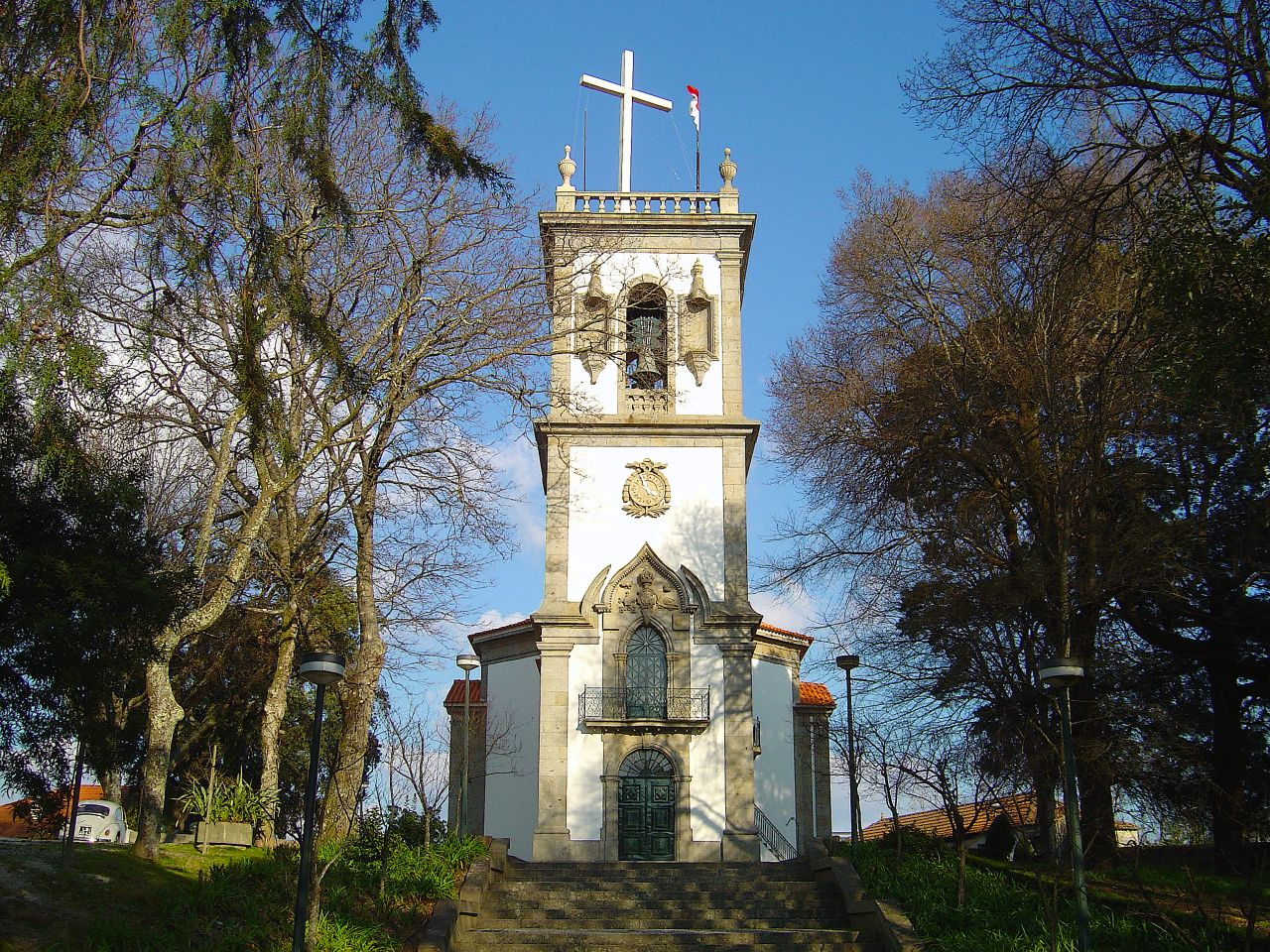
Monte de Sta. Quitéria - Felgueiras

- Barão de Pombeiro de Riba Vizela

## Política
Em 2004, Fátima Felgueiras, presidente da câmara municipal, viu-se envolvida num escândalo político de graves proporções. Enquanto presidente da câmara municipal, Fátima Felgueiras foi acusada de corrupção e de financiamento ilegal da secção local do Partido Socialista. Apesar de declarar inocente e de contar com o apoio aparente duma boa parte da população local, Fátima Felgueiras perdeu a confiança da direcção nacional do partido, e um juiz emitiu uma ordem de prisão preventiva em seu nome. Fátima Felgueiras conseguiu sair do país e refugiou-se no Rio de Janeiro. Fátima Felgueiras tem duas nacionalidades, portuguesa (por jus sanguinis) e brasileira (por jus soli) e, portanto nunca seria extraditada pelo Brasil.
Em Setembro de 2005, Fátima regressou a Portugal, foi presa mas logo de seguida libertada, ficando a aguardar julgamento em liberdade. Nas eleições autárquicas de 9 de Outubro de 2005, Fátima Felgueiras foi de novo eleita presidente do município nas listas do movimento independente Sempre Presente.
Nas autárquicas de 2009, Fátima Felgueiras volta a recandidatar-se pelo "Movimento Sempre Presente", onde sai derrotada, sendo sucedida pela coligação Nova Esperança fruto da união PPD/PSD / CDS-PP, presidida pelo economista, Inácio Ribeiro.

### Eleições autárquicas[4]
| Data | %     | V     | %       | V       | %       | V       | %            | V            | %              | V       | %              | V   | %              | V   | %              | V   | %    | V  | %              | V       | %              | V   | %          | V          | % | V | %   | V   | %  | V  | %  | V  | %  | V  | Participação |                |
| Data | PS    | PS    | PPD/PSD | PPD/PSD | CDS-PP  | CDS-PP  | FEPU/APU/CDU | FEPU/APU/CDU | AD             | AD      | PPM            | PPM | PRD            | PRD | IND            | IND | BE   | BE | PSD-CDS        | PSD-CDS | MPT            | MPT | PCTP/ MRPP | PCTP/ MRPP | L | L | JPP | JPP | NC | NC | IL | IL | CH | CH | Participação |                |
| ---- | ----- | ----- | ------- | ------- | ------- | ------- | ------------ | ------------ | -------------- | ------- | -------------- | --- | -------------- | --- | -------------- | --- | ---- | -- | -------------- | ------- | -------------- | --- | ---------- | ---------- | - | - | --- | --- | -- | -- | -- | -- | -- | -- | ------------ | -------------- |
| Data | 1976  | 35,00 | 3       | 31,13   | 2       | 22,11   | 2            | 6,88         | -              |         |                |     |                |     |                |     |      |    |                |         |                |     |            |            |   |   |     |     |    |    |    |    |    |    |              | 70,84 / 100,00 |
| 1979 | 44,85 | 4     | AD      | AD      | AD      | AD      | 8,04         | -            | 44,08          | 3       | AD             | AD  | 78,75 / 100,00 |     |                |     |      |    |                |         |                |     |            |            |   |   |     |     |    |    |    |    |    |    |              |                |
| 1982 | 58,01 | 5     | AD      | AD      | AD      | AD      | 4,88         | -            | 33,49          | 2       | AD             | AD  | 74,37 / 100,00 |     |                |     |      |    |                |         |                |     |            |            |   |   |     |     |    |    |    |    |    |    |              |                |
| 1985 | 49,80 | 4     | 22,38   | 2       | 14,46   | 1       | 5,03         | -            |                |         |                |     | 5,34           | -   | 72,95 / 100,00 |     |      |    |                |         |                |     |            |            |   |   |     |     |    |    |    |    |    |    |              |                |
| 1989 | 51,07 | 4     | 37,00   | 3       | 3,95    | -       | 5,27         | -            |                |         | 72,00 / 100,00 |     |                |     |                |     |      |    |                |         |                |     |            |            |   |   |     |     |    |    |    |    |    |    |              |                |
| 1993 | 47,96 | 4     | 42,08   | 3       | 2,98    | -       | 4,42         | -            | 74,87 / 100,00 |         |                |     |                |     |                |     |      |    |                |         |                |     |            |            |   |   |     |     |    |    |    |    |    |    |              |                |
| 1997 | 56,27 | 4     | 37,50   | 3       | 1,70    | -       | 2,26         | -            | 75,37 / 100,00 |         |                |     |                |     |                |     |      |    |                |         |                |     |            |            |   |   |     |     |    |    |    |    |    |    |              |                |
| 2001 | 52,69 | 4     | 39,11   | 3       | 3,22    | -       | 2,55         | -            | CDS-PP         | CDS-PP  | 74,61 / 100,00 |     |                |     |                |     |      |    |                |         |                |     |            |            |   |   |     |     |    |    |    |    |    |    |              |                |
| 2005 | 15,43 | 1     | 29,14   | 2       | 1,85    | -       | 1,45         | -            |                |         | 47,69          | 4   | 1,01           | -   | 77,31 / 100,00 |     |      |    |                |         |                |     |            |            |   |   |     |     |    |    |    |    |    |    |              |                |
| 2009 | 18,96 | 1     | CDS-PP  | CDS-PP  | PPD/PSD | PPD/PSD | 1,27         | -            | 25,71          | 2       | 1,32           | -   | 48,65          | 4   | 1,33           | -   | 0,46 | -  | 73,43 / 100,00 |         |                |     |            |            |   |   |     |     |    |    |    |    |    |    |              |                |
| 2013 | 25,93 | 3     | 58,31   | 6       | 7,21    | -       | 2,16         | -            | PPD/PSD        | PPD/PSD |                |     | 1,65           | -   |                |     |      |    | 0,84           | -       | 65,16 / 100,00 |     |            |            |   |   |     |     |    |    |    |    |    |    |              |                |
| 2017 | L     | L     | 40,05   | 4       | 5,49    | -       | 1,97         | -            | PPD/PSD        | PPD/PSD |                |     |                |     | 47,42          | 5   | 1,20 | -  | CDS            | CDS     | 66,47 / 100,00 |     |            |            |   |   |     |     |    |    |    |    |    |    |              |                |
| 2021 | L     | L     | 21,71   | 2       | 1,86    | -       | 1,87         | -            | PPD/PSD        | PPD/PSD | 67,89          | 7   |                |     |                |     | 1,48 | -  | 1,97           | -       | 62,86 / 100,00 |     |            |            |   |   |     |     |    |    |    |    |    |    |              |                |

### Eleições legislativas
| Data | %     | %     | %     | %    | %        | %     | %        | %     | %    | %    | %     | %   | %       | % | %  | %  |
| Data | PS    | PSD   | CDS   | PCP  | UDP      | AD    | APU/ CDU | FRS   | PRD  | PSN  | BE    | PAN | PSD CDS | L | IL | CH |
| ---- | ----- | ----- | ----- | ---- | -------- | ----- | -------- | ----- | ---- | ---- | ----- | --- | ------- | - | -- | -- |
| 1976 | 32,82 | 31,55 | 20,59 | 3,37 | 0,58     |       |          |       |      |      |       |     |         |   |    |    |
| 1979 | 38,81 | AD    | AD    | APU  | 1,13     | 46,92 | 7,22     |       |      |      |       |     |         |   |    |    |
| 1980 | FRS   | AD    | AD    | APU  | 0,97     | 49,89 | 6,19     | 34,13 |      |      |       |     |         |   |    |    |
| 1983 | 47,30 | 24,16 | 15,68 | APU  | UDP- PSR |       | 6,75     |       |      |      |       |     |         |   |    |    |
| 1985 | 25,84 | 26,04 | 12,07 | APU  | 0,97     | 6,63  | 23,21    |       |      |      |       |     |         |   |    |    |
| 1987 | 25,94 | 53,76 | 4,61  | CDU  | 0,43     | 5,45  | 2,98     |       |      |      |       |     |         |   |    |    |
| 1991 | 33,04 | 54,27 | 4,13  | CDU  |          | 2,90  | 0,68     | 0,67  |      |      |       |     |         |   |    |    |
| 1995 | 50,21 | 38,46 | 5,13  | CDU  | 0,24     | 2,91  |          | 0,44  |      |      |       |     |         |   |    |    |
| 1999 | 50,96 | 36,26 | 6,18  | CDU  |          | 2,99  | 0,40     | 0,60  |      |      |       |     |         |   |    |    |
| 2002 | 38,17 | 47,60 | 7,76  | CDU  | 2,78     |       | 0,97     |       |      |      |       |     |         |   |    |    |
| 2005 | 50,51 | 32,25 | 5,89  | CDU  | 3,16     | 3,97  |          |       |      |      |       |     |         |   |    |    |
| 2009 | 46,30 | 30,17 | 7,77  | CDU  | 3,85     | 7,44  |          |       |      |      |       |     |         |   |    |    |
| 2011 | 38,04 | 40,20 | 7,67  | CDU  | 3,92     | 3,54  | 0,50     |       |      |      |       |     |         |   |    |    |
| 2015 | 30,18 | CDS   | PSD   | CDU  | 4,19     | 9,10  | 0,68     | 48,47 | 0,24 |      |       |     |         |   |    |    |
| 2019 | 41,38 | 32,97 | 3,46  | CDU  | 2,95     | 7,62  | 2,17     |       | 0,76 | 0,74 | 0,54  |     |         |   |    |    |
| 2022 | 47,12 | 33,84 | 1,40  | CDU  | 1,81     | 2,80  | 0,97     | 0,59  | 3,05 | 5,04 |       |     |         |   |    |    |
| 2024 | 30,57 | AD    | AD    | CDU  | 31,61    | 1,32  | 2,97     | 1,27  | 1,87 | 4,27 | 19,31 |     |         |   |    |    |

## Evolução da população do município
★ Os Recenseamentos Gerais da população portuguesa, regendo-se pelas orientações internacionais da época (Congresso Internacional de Estatística de Bruxelas de 1853), tiveram lugar a partir de 1864.
★★ De acordo com os dados do INE o distrito do Porto registou em 2021 um decréscimo populacional na ordem dos 1.7% relativamente aos resultados do censo de 2011. No concelho de Felgueiras esse decréscimo rondou os 3.8%.

| Número de habitantes | Número de habitantes | Número de habitantes | Número de habitantes | Número de habitantes | Número de habitantes | Número de habitantes | Número de habitantes | Número de habitantes | Número de habitantes | Número de habitantes | Número de habitantes | Número de habitantes | Número de habitantes | Número de habitantes | Número de habitantes |
| -------------------- | -------------------- | -------------------- | -------------------- | -------------------- | -------------------- | -------------------- | -------------------- | -------------------- | -------------------- | -------------------- | -------------------- | -------------------- | -------------------- | -------------------- | -------------------- |
| 1864                 | 1878                 | 1890                 | 1900                 | 1911                 | 1920                 | 1930                 | 1940                 | 1950                 | 1960                 | 1970                 | 1981                 | 1991                 | 2001                 | 2011                 | 2021                 |
| 20 171               | 20 714               | 21 739               | 22 973               | 24 203               | 23 947               | 25 424               | 29 520               | 33 463               | 38 895               | 41 625               | 48 015               | 51 248               | 57 595               | 58 065               | 55 848               |

(Obs.: Número de habitantes "residentes", ou seja, que tinham a residência oficial neste município à data em que os censos se realizaram.)
| Número de habitantes por Grupo Etário | Número de habitantes por Grupo Etário | Número de habitantes por Grupo Etário | Número de habitantes por Grupo Etário | Número de habitantes por Grupo Etário | Número de habitantes por Grupo Etário | Número de habitantes por Grupo Etário | Número de habitantes por Grupo Etário | Número de habitantes por Grupo Etário | Número de habitantes por Grupo Etário | Número de habitantes por Grupo Etário | Número de habitantes por Grupo Etário | Número de habitantes por Grupo Etário | Número de habitantes por Grupo Etário |
| ------------------------------------- | ------------------------------------- | ------------------------------------- | ------------------------------------- | ------------------------------------- | ------------------------------------- | ------------------------------------- | ------------------------------------- | ------------------------------------- | ------------------------------------- | ------------------------------------- | ------------------------------------- | ------------------------------------- | ------------------------------------- |
|                                       | 1900                                  | 1911                                  | 1920                                  | 1930                                  | 1940                                  | 1950                                  | 1960                                  | 1970                                  | 1981                                  | 1991                                  | 2001                                  | 2011                                  | 2021                                  |
| 0-14 Anos                             | 8 064                                 | 8 757                                 | 8 462                                 | 8 936                                 | 11 008                                | 12 516                                | 15 330                                | 17 130                                | 15 762                                | 12 828                                | 12 818                                | 9 967                                 | 7 077                                 |
| 15-24 Anos                            | 3 907                                 | 4 197                                 | 4 239                                 | 4 696                                 | 4 781                                 | 5 927                                 | 6 642                                 | 7 210                                 | 10 587                                | 9 935                                 | 9 604                                 | 8 213                                 | 6 814                                 |
| 25-64 Anos                            | 9 489                                 | 9 941                                 | 9 800                                 | 10 342                                | 11 443                                | 12 843                                | 14 578                                | 14 715                                | 17 993                                | 22 308                                | 29 679                                | 32 533                                | 31 906                                |
| = ou > 65 Anos                        | 1 341                                 | 1 232                                 | 1 340                                 | 1 457                                 | 1 680                                 | 1 977                                 | 2 345                                 | 2 570                                 | 3 673                                 | 4 065                                 | 5 494                                 | 7 352                                 | 10 051                                |

(Obs: De 1900 a 1950 os dados referem-se à população "de facto", ou seja, que estava presente no município à data em que os censos se realizaram. Daí que se registem algumas diferenças relativamente à designada população residente)

Entre os censos de 2021 e o de 2011 verificam-se as seguintes alterações: -29% no grupo dos 0 aos 14 anos; -17% no grupo dos 15 aos 24 anos; -2% no grupo dos 25 aos 64 anos e +37% no grupo dos 65 e mais anos.

## Desporto
Os primeiros vestígios de clubes representativos do concelho, surgiram no início da década de 30, do século passado. Com a criação do Futebol Clube de Felgueiras e do Futebol Clube da Lixa. Estas duas colectividades destacaram-se nos primeiros anos de vida pelas competições organizadas da Associação de Futebol do Porto, onde ao longo dos anos foram coleccionando títulos e, sobretudo, atingiram os campeonatos nacionais nos anos 80. O maior marco do futebol felgueirense, prende-se com a presença da equipa azul-grenã , no patamar maior do futebol português, a Primeira Liga, na época de 1995/1996. Depois de uma refundação, em 2006, este clube continua a ser o mais representativo do concelho, mantendo uma acesa rivalidade com a equipa lixense.
De destacar a União Desportiva de Várzea, que ao longo dos anos, presenteou o concelho com centenas de títulos no que ao atletismo diz respeito. De realçar ainda, o FOCA, clube de natação, que se destaca nas mais variadas vertentes dos desportos aquáticos de piscina interior.
Inúmeras colectividades elevam o nome de Felgueiras nas mais variedades modalidades, como:
- Clube de Basket de Felgueiras
- Clube de Andebol de Barrosas
- União Desportiva de Torrados
- Futebol Clube de Lagares
- Centro Recreativo da População de Barrosas
- Associação Desportiva de Várzea Futebol Clube
- Centro Cultural Recreativo e Desportivo de Varziela

A mais conhecida especialidade gastronómica do concelho de Felgueiras é o Pão de Ló de Margaride.

## Cultura

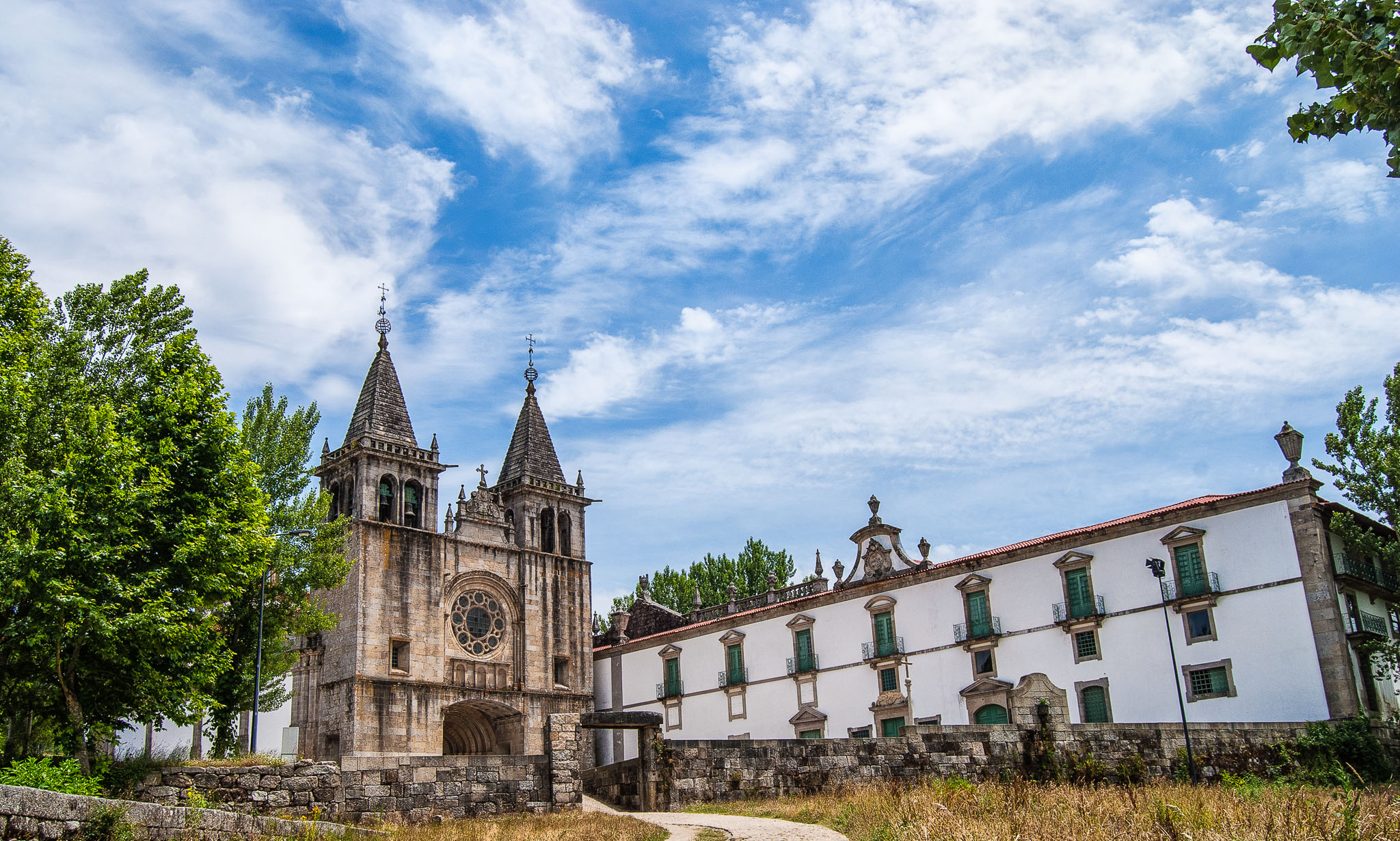
Mosteiro de Santa Maria de Pombeiro

- Museu da Casa do Assento
- Mosteiro de PombeiroMosteiro de Santa Maria de Pombeiro

### Rancho Folclórico de Santa Luzia de Airães
O Rancho Folclórico de Santa Luzia de Airães iniciou a sua actividade em Março de 1977, por uma carolice de pessoas bem-intencionadas, com espírito e tradições do folclore. Iniciou a sua actividade como Rancho Infantil. Mas como tudo foi evoluindo maiores solicitações e foram preenchidas através das actuações. É assim que, em 18 de Agosto de 1987, o mesmo se legaliza por escritura pública, no Cartório Notarial de Amarante, destinado à divulgação da música, traje e danças da região. Continuamos a prestar um serviço à juventude, mas com mais qualidade servindo também a cultura da região e a sua consequente divulgação. A partir daí, procurou afirmar-se no panorama Folclórico Nacional e internacional, apostando na qualidade da reprodução do traje, danças e cantares de tempos mais remotos. Feitas as pesquisas e recolhas para garantir a autenticidade do que representa, é dentro deste cenário, que se propõe reproduzir o mais fielmente os usos e costumes dos nossos antepassados.
Em 1992 pede a sua filiação à Federação do Folclore Português, tendo sido visitado em Outubro, do mesmo ano, pelos Conselheiros Técnicos, daquela Federação, Senhores Joaquim de Almeida Barbosa, António de Sousa Leite e Dª Maria Augusta de Oliveira Reis, que o acharam com qualidade e em Dezembro desse ano passou a ser membro de pleno direito daquela Federação.
Organiza anualmente o seu festival de folclore no mês de Julho.
Possui escola de dança para os mais pequenos e escola de música tradicional de vibrafones (acordeão e concertina) e cordofones (viola, viola braguesa e cavaquinho) frequentadas por crianças e jovens.

#### Trajes
Trajes que apresenta: Noivos, Domingueiro, Senhora Rica, Missa, Campo (ceifeiros), Lavradores Ricos, Festa e Feira e Trabalho.

#### Sede
Tem sede própria implantada no lugar de Santa Luzia – Airães – Felgueiras – Porto – Portugal, com um prédio com 500 metros quadrados de área coberta e um parque com cerca de 3.000 metros quadrados. Na sua sede, tem instalado o Museu Etnográfico de Santa Luzia com mostra de instrumentos caseiros e de ofícios tradicionais manuais antigos, que hoje, essas profissões já se encontram mecanizadas.

#### Actuações
Ao longo da sua vida, este rancho tem tido uma média anual de 15 a 20 actuações em festas e romarias, para que é solicitado e por permutas com outros grupos, em festivais nacionais e Internacionais, do Norte a Sul de Portugal, levando consigo o nome de Airães e de Felgueiras.

##### Actuações no Estrangeiro
- 04.09.1988- Festival do Grupo Folclórico Atlântida Sociedad do Grupo Desportivo Atlântida Matamá - Vigo- Espanha
- 01.07. 2001- Festival de Folclore integrado nos 25 anos do “Groupe Folklorique Le Rancho - Salle Paroissialle Saint Jean - Tulle - França.
- 15.04.2009- Festival Sanxencho- Espanha
- 18.05.2010- Festival Pontevedra – Espanha
- 14.07. 2011- Festival les fêtes – Paris - França
- 20.11.2011- Festival S. Tiago de Compostela- Espanha
- 12.11. 2012- Festival S. Tiago de Compostela- Espanha

## Geminações
A cidade de Felgueiras tem acordos de geminação com as seguintes cidades:
- São João da Madeira, Aveiro, Portugal
- Santa Cruz de Cabrália, Baía, Brasil
- Boa Vista, ilha da Boa Vista, Cabo Verde
- São Vicente, ilha de São Vicente, Cabo Verde[9]
- Pont-Sainte-Maxence, Oise, França